# Som-Nagyberény megállóhely
Som-Nagyberény megállóhely egy Somogy vármegyei vasúti megállóhely Som településen, a MÁV üzemeltetésében. Közúti megközelítését a 6402-es útból kiágazó, korábban 64 306-os számozást viselő – 2019 őszi állapot szerint önkormányzati útnak minősülő – mellékút biztosítja.

## Vasútvonalak
A megállóhelyet az alábbi vasútvonalak érintik:
- Kaposvár–Siófok-vasútvonal

## Kapcsolódó állomások
A megállóhelyhez az alábbi állomások vannak a legközelebb:
- Ádánd vasútállomás (Kaposvár–Siófok-vasútvonal)
- Daránypuszta megállóhely

## Forgalom
| Járat        | Útvonal | Gyakoriság |
| ------------ | --- | ---------- |
| személyvonat | Siófok – Sióvölgy – Siójut – Ádánd – Som-Nagyberény – Daránypuszta – Bábonymegyer – Tab – Kapoly – Somogymeggyes – Karád – Andocs – Bonnya – Kisbárapáti – Felsőmocsolád – Mernye – Somodor – Somogyaszaló – Répáspuszta – Toponár – Kaposszentjakab – Kaposvár | Napi 3 pár |
| személyvonat | Siófok – Sióvölgy – Siójut – Ádánd – Som-Nagyberény – Daránypuszta – Bábonymegyer – Tab | Napi 1 pár |